# Treffelstein
Treffelstein je obec v německé spolkové zemi Bavorsko, v zemském okrese Cham ve vládním obvodu Horní Falc.
Žije zde 987 obyvatel.

## Poloha
Území obce sousedí s Českem. Sousední obce jsou: Nemanice (Česko), Schönthal, Tiefenbach a Waldmünchen.